# Marka (chanteur)
Pour les articles homonymes, voir Marka.
Serge Van Laeken, dit Marka, né le 27 mai 1961 à Boitsfort (Province de Brabant) actuelle commune de la région bruxelloise, est un chanteur belge francophone.

## Biographie

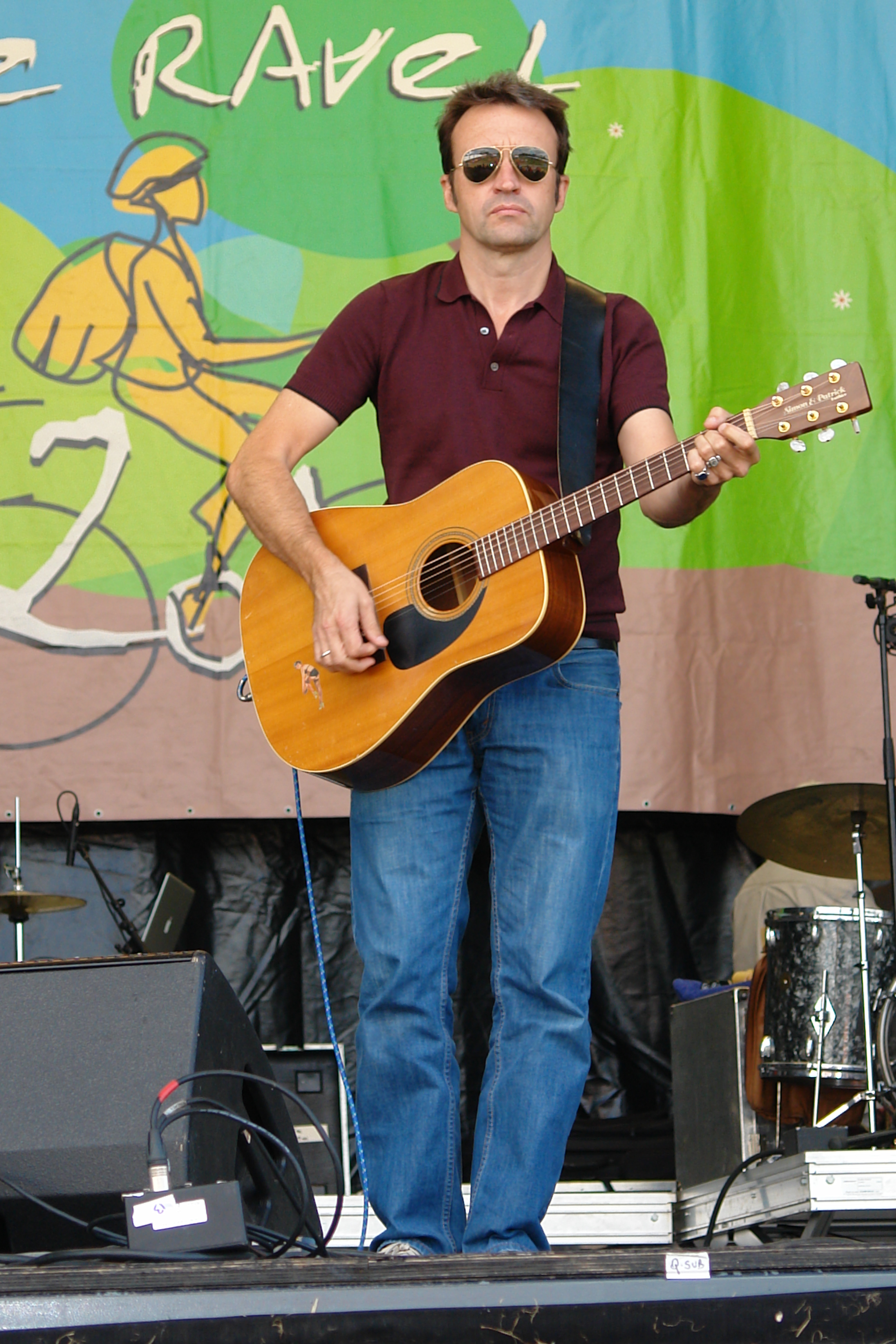
Marka en concert au Ravel le 1er septembre 2012.

Né à Boitsfort,, il a grandi à Molenbeek-Saint-Jean dans le quartier Mettewie. Après des débuts dans de petits groupes bruxellois, Marka rejoint le groupe Allez Allez en 1981. Fort du succès du EP African Queen, le groupe obtenant des passages radio aussi bien au nord qu'au sud de la Belgique, Allez Allez joue au festival Torhout-Werchter 1982 (avec notamment U2, Talking Heads et les Pretenders)[non pertinent]. En février 1983, Marka forme ensuite Les Cactus.  
En 1992, un premier album solo voit le jour. Marka signe chez Columbia France en mars 1995 pour trois albums et sort en 45T deux des titres : Accouplés et La Poupée Barbue. 
En 1997, il sort L'Idiomatic. 
Après la sortie de l'album L'homme qui aimait la scène en 1998, une version revue de Caroline de MC Solaar voit le jour.
En 2000, il signe l'hymne des Francofolies de Spa[pertinence contestée][source insuffisante]. 
En 2001 sort l'album Avant-Après avec Letches Bong, Comment te le dire et Je parle.
En 2002, il reprend Mon père et ses verres de Boby Lapointe sur l'album Boby Tutti-Frutti - L'Hommage délicieux à Boby Lapointe de Lilicub.
Il enregistre en 2003 un best of qui sort sous le nom de C'est tout moi. Il reprend en 2004 You Don't Know What It's Like To Be Alone In The House pour la compilation de The Bowling Balls[pertinence contestée].
En mars 2006, il commence sa tournée Aktion Man qui passe par Tokyo, Pékin et Hanoï avant de rejoindre la Belgique.
En 2008 naît, de la fusion entre Marka et le groupe cubain de La Sonora Cubana, un nouvel album produit par Havana Club[réf. souhaitée]. Yo hablo en est le premier single.
En 2010, il retrouve ses paroliers Jacques Duvall et Thierry Robberecht pour un nouveau projet en français qui donne naissance à l'album Made in Liège[source insuffisante]. 
Il est marié à Laurence Bibot avec qui il s'est produit dans le spectacle À nous deux au Botanique. Il a également sorti avec elle un CD intitulé Monsieur et Madame,.
Passionné de football (et supporter du RWDM[pertinence contestée]), il est aussi apparu au générique d'une émission de radio belge sur Bel RTL Il va y avoir du sport[réf. souhaitée]. 
Marka profite de ses concerts à l'étranger pour réaliser des documentaires. À ce jour[Quand ?], il en a trois à son actif : Señor Marka, Si j’étais japonais et Laisse-moi chanter ta chanson.
À l'été 2017, Allez Allez se reforme pour plusieurs festivals d'été, dont les Francofolies de Spa et le Brussels Summer Festival. Il publie à cette occasion une biographie intitulée Allez Allez.
En 2018, son titre It’s only football est plébiscité sur les réseaux sociaux pour servir d'hymne aux Diables rouges, ceux-ci n'ayant plus d'hymne après la controverse relative au rappeur Damso.
En 2022, il participe à Peur sur la ville, sur l'album de Princess Erika J'suis pas une sainte.

## Vie privée
Marka est marié avec la comédienne Laurence Bibot. Ils sont les parents du rappeur Roméo Elvis (évoqué dans La berceuse de Kiki dans l'album « Merci d'avance ») et de la chanteuse Angèle (évoquée dans le titre éponyme dans l'album « L'idiomatic »).

## Discographie

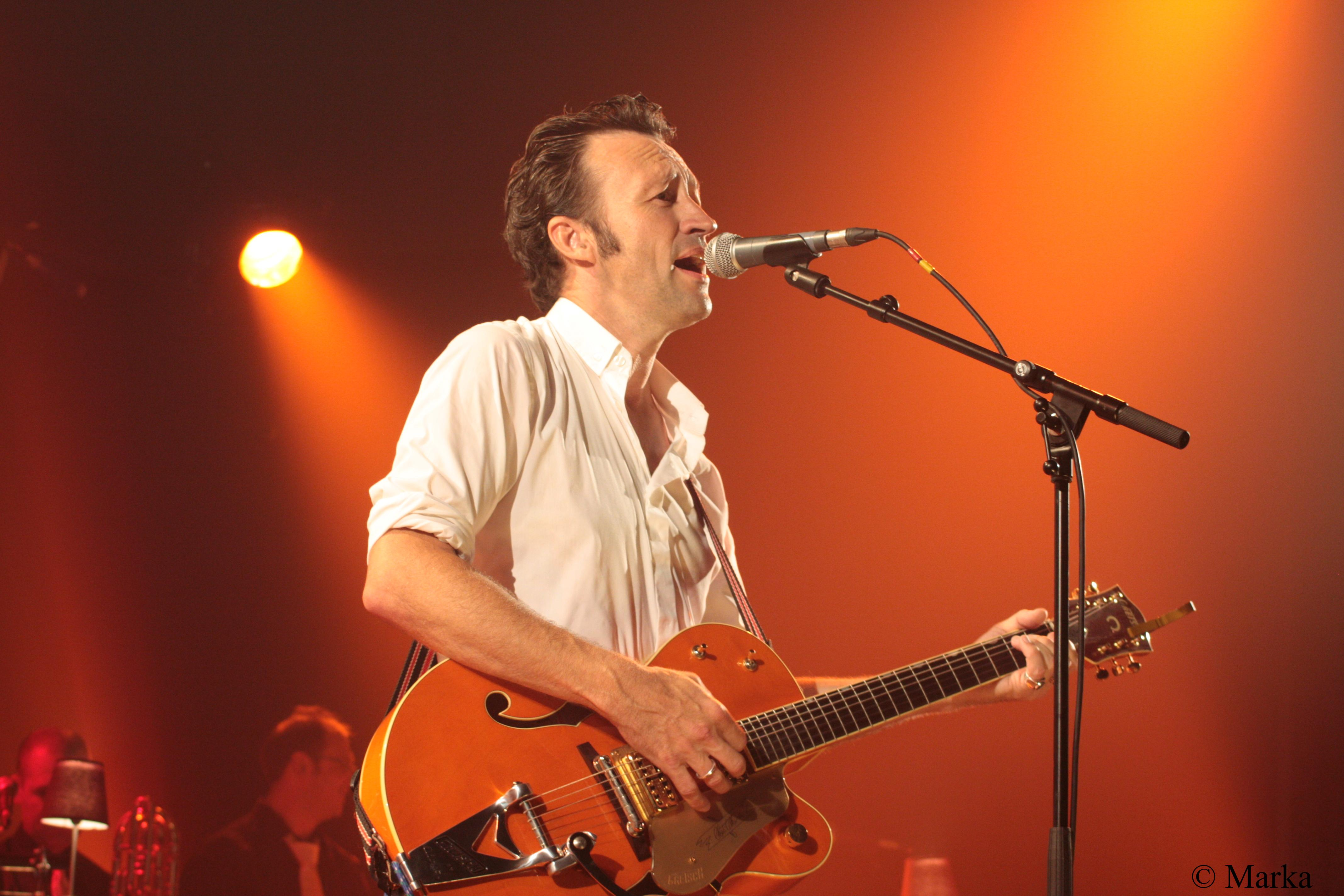
Tournée Made in Liège

### Albums studio
- 1992 - Je vous dis tout
- 1996 - Merci d'avance
- 1997 - L'Idiomatic
- 2001 - Avant après
- 2003 - L'État c'est moi
- 2006 - Aktion Man
- 2008 - Marka y La Sonora Cubana
- 2010 - Made in Liège
- 2015 - Days of Wine and Roses
- 2021 - Terminé bonsoir
- 2023 - Voodoo belge

### Compilations et Albums en public
- 1998 - L'Homme qui aimait la scène (Concert enregistré à l'Ancienne Belgique en 06/1998)
- 2000 - À nous deux (Marka & Laurence Bibot) (Concert enregistré au Botanique en 12/1999)
- 2004 - C'est tout moi (Compilation de titres réenregistrés)

### Autres Projets
Monsieur & Madame
- 2007 - Monsieur & Madame

## Filmographie partielle
- 2021 : La Dernière Tentation des Belges de Jan Bucquoy

## Surnom
Marka est un surnom qui vient d'un t-shirt avec une publicité pour le Marcassou (un saucisson d'Ardenne belge) qu'il mettait souvent à l'époque « punk ». Ses amis l'ont ainsi surnommé "Marka". Des fausses informations quant à l'origine de ce surnom sont nées du chanteur lui-même qui, pour s'amuser, a donné des explications fantaisistes à des journalistes français, notamment du Monde, évoquant un surnom provenant du swahili ou du parler bruxellois.

## Distinctions
- Citoyen d'honneur de Liège (2012)[12]

## Publication
- Marka se reprend, Renaissance du Livre, 2013, 128 p.  (ISBN 2507051574).
- Allez Allez, Lamiroy, 2017, 140 p.  (ISBN 9782875950826).
- Terminé Bonsoir, Lamiroy, 2021, 158 p.  (ISBN 9782875954503).